# 兵器一覧
兵器一覧（へいきいちらん）は、戦争に使用する兵器の一覧。
- 今日の軍隊で一般的に使用されている兵器を現代の兵器、過去に存在したが今日の軍隊では一般的には使用されていない兵器を歴史上の兵器に分類した。
- 兵器の個別の機種名については各項目および関連する一覧記事を参照のこと。
- 計画のみに終わった兵器については別項目を参照のこと。

## 現代の兵器
- 各種ミサイルについてはミサイルを参照

### 陸上兵器
- 車両については軍用車両、装甲戦闘車両を参照
- 爆弾については爆弾を参照
- 火砲（自走砲、榴弾砲、ロケット砲）
- 地雷
- 火炎放射器

#### 歩兵兵器
- 銃火器については銃、小銃を参照
- ナイフ類についてはナイフを参照
- 手榴弾
- 迫撃砲

### 海上兵器
- 艦艇については軍艦を参照
- 魚雷
- 機雷
- 爆雷

### 航空兵器
- 軍用機を参照

### 通信・索敵技術
- 無線通信
- 暗号
- 手旗信号
- レーダー
- ソナー

### 特殊な兵器
- 核兵器
- 生物兵器
- 化学兵器
- 光学兵器
- 音響兵器
- 電磁パルス兵器 - 電磁波爆弾

## 歴史上の兵器

### 陸上兵器
- 火砲については大砲を参照
- 馬
- 戦象
- チャリオット

#### 歩兵兵器
- 刀槍については槍、刀剣、剣、ナイフ、斧を参照
- 弓矢（ロングボウ、クロスボウ、バリスタ、弩）
- 投槍
- 投石器（スリング）
- 鎧、兜、盾
- アルクビューズ（火縄銃、アルケブスとも）
- マスケット銃

#### 攻城兵器
- 攻城兵器
- 破城槌
- 攻城塔
- 投石機（カタパルト、トレビュシェット）

### 海上兵器
- ガレー船
- キャラック船
- ガレアス船
- ガレオン船
- 戦列艦
- コルベット
- 戦艦

### 航空兵器
- 気球
- 飛行船
- 急降下爆撃機
- 雷撃機
- 投箭

### 通信技術
- 太鼓、銅鑼、法螺貝
- 狼煙
- 腕木通信
- 鳩

### 特殊な兵器
- ギリシア火薬

## 関連する一覧記事
- 戦車一覧
- 大日本帝国陸軍兵器一覧
- 戦艦一覧
- アメリカ海軍艦艇一覧
- 大日本帝国海軍艦艇一覧
- フランス海軍艦艇一覧
- ソ連・ロシア海軍艦艇一覧
- 戦闘機一覧
- 爆撃機一覧
- 武器（個人用武器の一覧がある）
- 計画のみに終わった兵器